# Alejandra Guerrero Rodríguez
Alejandra Guerrero Rodríguez (ur. 5 listopada 1974 w Durango) – meksykańska szachistka, mistrzyni międzynarodowa od 2004 roku.

## Kariera szachowa
W latach 1993 i 1994 dwukrotnie zdobyła złote medale w mistrzostwach Meksyku juniorek do 20 lat. W 1994 r. wystąpiła w rozegranych w Matinhos mistrzostwach świata juniorek do 20 lat. W 1999 r. zajęła XIII m. w mistrzostwach państw panamerykańskich, rozegranych w San Felipe. W 2000 r. uczestniczyła w rozegranym w Valencii turnieju strefowym (eliminacji mistrzostw świata), natomiast w 2007 r. w kolejnym turnieju strefowym (w rozegranym w Santo Domingo) zajęła V miejsce. W 2008 r. startowała w Olimpiadzie Sportów Umysłowych w Pekinie. W 2010 r. w kolejnych mistrzostwach państw panamerykańskich, rozegranych w Campinas, zajęła IX miejsce.
Sześciokrotnie (1998, 1999, 2002, 2005, 2006, 2007) zwyciężyła w mistrzostwach meksykańskiego stanu Durango. W latach 1998–2014 dziewięciokrotnie uczestniczyła w szachowych olimpiadach. 
Jest wielokrotną medalistką indywidualnych mistrzostw Meksyku, m.in. czterokrotnie złotą (2007, 2009, 2013, 2014), dwukrotnie srebrną (2008, 2010) oraz brązową (2012).
Najwyższy ranking w dotychczasowej karierze osiągnęła 1 kwietnia 2006 r., z wynikiem 2157 punktów zajmowała wówczas 2. miejsce (za Yadirą Hernández Guerrero) wśród meksykańskich szachistek.

## Życie prywatne

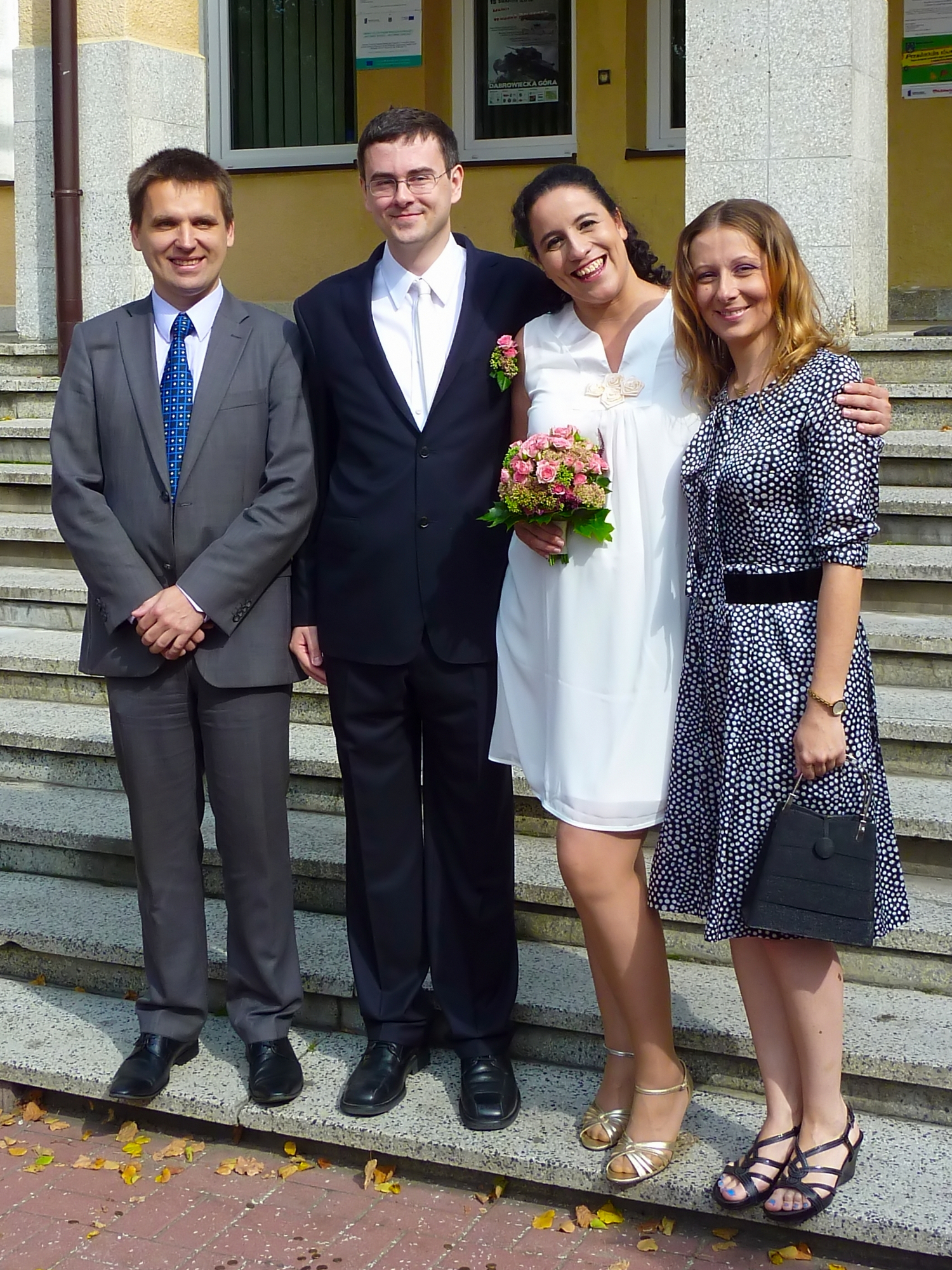
Alejandra Guerrero Rodríguez i Bartłomiej Macieja wraz ze świadkami ślubu

Pochodzi z rodziny o tradycjach szachowych (jej ojciec, Alfonso Guerrero Iturbe, był w 1993 r. mistrzem stanu Durango). 18 sierpnia 2012 zawarła w Celestynowie związek małżeński z polskim arcymistrzem Bartłomiejem Macieją, świadkami na ślubie byli arcymistrzowie Monika i Bartosz Soćkowie.